# 목포정명여자중학교
목포정명여자중학교(木浦貞明女子中學校)는 대한민국 전라남도 목포시 양동에 있는 사립 중학교이다.

## 학교 연혁
- 1903년 9월 9일 : 미국 남장로교 한국선교회에서 본교 설립
- 1903년 9월 15일 : 개교, 초대 교장 서여사 (miss f. e straeffer) 취임
- 1910년 6월 30일 : 보통과 제1회 졸업식
- 1911년 6월 30일 : 목포정명여학교로 개명하고 보통과 제2회 졸업식 거행
- 1912년 1월 1일 : 신축교사(석조 2층, 105평) 준공 (현재는 없음)
- 1914년 3월 1일 : 고등과(중학교) 제1회 졸업
- 1922년 9월 1일 : 석조 3층 240평 새 교사를 맥콜리 부인(mrs. mccallie) 기부금으로 건립(1923. 1 준공) (현재는 없음)
- 1937년 9월 3일 : 일제하에서 신사참배 강요를 거부하고 폐교
- 1947년 9월 23일 : 목포정명여자중학교로 복교(재개교), 보육과 병설, 제10대 교장 최섭 선생 취임
- 1949년 5월 3일 : 보육과 제1회 졸업 (2년제 13명)
- 1950년 3월 30일 : 목포정명여자중학교 정식 인가 (문보 제63호) (수업년한 4년, 8학급, 학생정원 400명)
- 1950년 5월 1일 : 보육과 3년제 제1회 졸업, 동시에 보육과 폐쇄, 교육법 개정 (1951. 3. 20)으로 신제중학교(3년제)로 개편하고 제21회 졸업식 거행(4년제 34명, 3년제 26명)
- 1962년 7월 20일 : 재단법인 호남기독학원으로 조직 변경
- 1964년 3월 31일 : 학교법인 호남기독학원으로 조직 변경
- 1978년 9월 1일 : 선교부로부터 859평의 토지 및 건물 1동을 기증 받아 교지 확장(79. 10. 11) 문교부 인가
- 2004년 2월 20일 : 개교 100주년 기념 강당 개관
- 2011년 4월 4일 : 김영순홀 준공
- 2022년 3월 1일 : 제27대 박준석 교장 취임
- 2023년 7월 21일 : 급식실 오병이어 준공
- 2024년 1월 11일 : 제94회 졸업식 172명 졸업 (누적 23,893명)

## 참고 자료
- 목포정명여자중학교 - 한국교육학술정보원 학교알리미